# Josep Maria Montaner
Josep Maria Montaner Martorell (Barcelona, 1954) es doctor arquitecto, catedrático de la Escuela Técnica Superior de Arquitectura de Barcelona y autor de unos 35 libros sobre arquitectura. Entre otros ha obtenido el Premio Nacional de Urbanismo de España del Ministerio de Vivienda a la iniciativa periodística en 2005, por sus artículos en los periódicos El País y La Vanguardia. Fue codirector junto a Zaida Muxí del Máster Laboratorio de la Vivienda del siglo XXI de la Universidad Politécnica de Cataluña. En las Elecciones municipales de España de 2015 salió elegido como Concejal de Vivienda y del distrito de Sant Martí por Barcelona en la candidatura de Barcelona en Comú.
También es miembro del Comité de Referato de 30-60 cuaderno latinoamericano de arquitectura.

## Publicaciones
- La modernització de l'utillatge mental de l'arquitectura a Catalunya (Institut d'Estudis Catalans, 1990)
- Fills de Blade Runner (Columna, 1991)
- Talaia d'Amèrica (Columna, 1993)
- Después del Movimiento Moderno (Gustavo Gili, 1993)
- Museos para el nuevo siglo = Museums for the new century (Gustavo Gili, 1995)
- Less is more: minimalismo en arquitectura y otras artes (Actar, 1996)
- Mendes da Rocha (Gustavo Gili, 1996)
- La modernidad superada: ensayos sobre arquitectura contemporánea (Gustavo Gili, 1997)
- Casa Ugalde, Coderch (COAC, 1998)
- Arquitectura y crítica (Gustavo Gili, 1999)
- 9 obras y 2 modelos de Le Corbusier (COAS, 2000)
- Las formas del siglo XX (Gustavo Gili, 2002)
- Hotel Attraction: una catedral laica: el gratacel de Gaudí a New York (Edicions UPC, 2003)
- Repensar Barcelona (Edicions UPC, 2003)
- Museos para el siglo XXI (Gustavo Gili, 2003)
- Teorías de la arquitectura : memorial Ignasi de Solà-Morales (Edicions UPC, 2003)
- Carlos Ferrater: obra reciente = Carlos Ferrater: recent work (Gustavo Gili, 2005)
- Arquitectura contemporània a Catalunya (Edicions 62, 2005)
- Sistemas arquitectónicos contemporáneos (Gustavo Gili, 2008)
- Casas de la existencia: geografía de tránsitos (Fundación Politécnica de Cataluña, 2009)
- Herramientas para habitar el presente (2011)
- Arquitectura y política (Gustavo Gili, 2011)
- Arquitectura y crítica en Latinoamérica (Nobuko, 2011)
- Del diagrama a las experiencias, hacia una arquitectura de la acción (Gustavo Gili, 2014)
- La condición contemporánea de la arquitectura (Gustavo Gili, 2015)
- La arquitectura de la vivienda colectiva (Reverté, 2015)
- Barcelona, espais singulars (Comanegra/Ajuntament de Barcelona, 2016)
- La humanidad planetaria, conversación con Marc Augé (Gedisa, 2019)

### Sistemas Arquitectónicos Contemporáneos.
Josep María Montaner en este libro, aborda la arquitectura desde la teoría de los sistemas, ubicando al objeto arquitectónico como un elemento dentro de los sistemas
políticos, económicos, sociales, culturales y urbanísticos. Lo importante en el análisis es evitar el estudio de la obra arquitectónica como un objeto aislado.
Montaner sustenta su investigación en pensadores como Jean Baudrillard El Sistema de los objetos, 1970, André Corboz, Claudio Caveri Una frontera caliente. La arquitectura americana entre el sistema y el entorno, Cristian Fernández Cox. El orden complejo de la arquitectura. Teoría básica del proceso proyectual.Nuno Portas A cidade como arquitectura.
La investigación parte explicando la crisis del movimiento moderno, donde los
propios contextos a la obra ponen en crisis y en tensión a los objetos arquitectónicos, aumentando su exigencia de adaptación al medio, y con esto,
evitando entender al objeto como un ente aislado, no enraizado; ésta es la razón base para comenzar el estudio de los Sistemas Arquitectónicos Contemporáneos
Para Montaner, lo más importante es el espacio vacío que ha quedado entre las obras
arquitectónicas, analizando su importancia, y sobre todo, entendiendo que estos
vacíos son área para aconteceres sociales, es en estos espacios donde se demuestra la importancia de entender el sistema dentro de la arquitectura.
Para la comprobación de la premisa inicial, Montaner hace una clasificación de los sistemas contemporáneos, con la finalidad de la explicación argumentativa, esta clasificación es la siguiente:
- Sistemas racionales: El pensamiento racional es la base de este sistema, donde la arquitectura se percibe como un contenedor de actividades, tuvo sus bases en las leyes geométricas claras. Esto se ve reflejado en los Campus y Unidades Habitacionales, y en los minimalismos objetual y geométrico, metodológico y esencialista, y minimalismo urbano y paisajístico.

- Sistemas orgánicos: Nacen de la ruptura de la razón, y se voltea a ver a la naturaleza en sus formas y estructura. Lo principal en estos sistemas es la capacidad del crecimiento y la transformación. Podemos detectar este sistema en los Ecotopos, tramas agrícolas, (Frank Lloyd Wright, Broadacre City), Amalgamas, Paisajes culturales (Alvar Aalto, centro administrativo y cultural, Seinäjoki, Finlandia), Espacios oníricos

- Universos de la realidad y del tiempo. Montaner lo define como funcionalismo no dogmático, en este sistema lo característico es la realidad, y la búsqueda de la estética honesta, donde el ser humano es énfasis. Este sistema tiene amplia relación con el cine documental que muestra el realismo social. Arquitectos como Lina Bo Bardi, Álvaro Siza son representantes de esta clasificación.

- Estructuras de la memoria. Las cosas nacen de acuerdo a lo existente recordado, partiendo de las reflexiones críticas de lo ya existente. Se detecta que el sistema basado en la memoria tiene sus bases en el entorno simbólico. Este capítulo profundiza en el estudio de: Las formas de los arquetipos, Esencialismo geométrico con la obra de Louis Kahn, morfologías historicistas, Empirismo urbano, y los proyectos urbanos de Manuel Solá-Morales y Rafael Moneo.

- La crítica radical y utópica. Nace del rechazo de la realidad, la posibilidad que se da es la creación de nuevos lugares, y por lo tanto, de nuevos sistemas; para su desarrollo se buscan lugares en las periferias, por esta razón, se consideran utópicos, ya que buscan la creación de nuevas realidades basadas en la negación de las existentes. Para este capítulo, Montaner, nos lleva al estudio de las Mega estructuras libertarias de Constant, los organismos autoconstruibles (La comunidad de tierra de Claudio Caveri), organismos futuristas (Las arcologías de Paolo Soleri), el método de la Escuela de Arquitectura de Valparaíso.

- Dispersión y fragmentación. Según Lacan, los seres humanos somos inauténticos, y somos producto de imágenes fragmentadas y fortuitas externas y esto conforman al sujeto. La desfragmentación nos llevará a la tensión y a los límites, y es una manera de percibir a la realidad. Este paradigma lo ha llevado a la práctica arquitectos como Peter Eisenman, Rem Koolhaas, y MVRDV, firmas de arquitectos que para este libro, han funcionado para ejemplificar este capítulo.

- Las formas del caos. Si partimos de la vertiente de que el caos es un común en la vida cotidiana, el orden se convierte en una rareza, y por tanto, las cosas no podrán ser predecibles, este pensamiento va en contra del racionalismo y el funcionalismo, por tanto, del objeto moderno. Montaner subdivide este pensamiento en el estudio de los fractales, pliegues, las geometrías complejas en la obra de Carlos Ferrater, rizomas, barroco rizomático, las formas rizomáticas de Josep María Jujol, las favelas como rizomas, los jardines en movimiento de Gilles Clément.

- Diagramas de energía. La base de este sistema es la energía, por lo tanto, la importancia de la arquitectura en este sistema, es funcionar como un trasformador y circulación de la materia de la energía. Este capítulo se completa con el estudio de las formas de la luz (el mundo en red), condensadores, continuidad del racionalismo y la abstracción, diagramas, la arquitectura diagramática de Kazuyo Sejima, redes y nodos, la energía como espectáculo visual, arquitecturas ambientales, continuidad del organicismo, la obra de Toyo Ito, continuidad del realismo, la arquitectura social de Shigeru Ban.

Este libro, que va dando distintos puntos de partida, donde incluso la contradicción está presente, nos muestra una realidad, la arquitectura, no funciona de manera
aislada, por tanto, su análisis y su producción no deben concebirse de esa
manera, la invitación que nos hace Montaner con este libro, es la comprensión de la complejidad de las variantes que intervienen en los procesos de diseño.

## Premios
- Premio Lluís Domènech i Montaner (1984) del Institut d'Estudis Catalans por su tesis doctoral.
- Premio Construmat (1989).
- Premio Espais de crítica de arte (1992).
- Premio Bonaplata de Difusión por la defensa del patrimonio industrial (1993).
- Premio Nacional de Urbanismo a la iniciativa periodística (2005).[4]